# Гор, Серджио
Серджио Гор (англ. Sergio Gor; при рождении Сергей Гороховский, род. 30 ноября 1986 года, Ташкент, Узбекская ССР) — американский бизнесмен и политический деятель в США. Руководитель Управления кадров Президента США.
Возглавлял комитет «Право на Америку», поддерживающий президента Дональда Трампа во время президентских выборов в США в 2024 году. Во время выборов он опубликовал книги «Наше путешествие вместе», «Письма Трампу» (2023) и «Спасите Америку» (2024) в издательстве Winning Team Publishing, которым он управляет вместе со старшим сыном Трампа Дональдом Трампом-младшим. Был делегатом на Национальном съезде Республиканской партии 2024 года.

## Ранние годы и образование
Гор родился 30 ноября 1986 года, по его утверждениям, в Коспикуа, Мальта. Мальтийское правительство не смогло подтвердить место его рождения.
Хотя жители Коспикуа помнят его ребёнком, жившим в городке, они также вспоминают, что его называли «русским мальчиком» и что его семья говорила на «восточноевропейском языке». По словам одного из жителей, опрошенных The Shift, родители Гора, как предполагалось, были иностранцами неизвестного происхождения, которые прибыли на остров с маленьким ребёнком в конце 1980-х годов.
Позднее были обнаружены документы о его рождении (под именем Сергей Гороховский) в г. Ташкент. Мать имела израильское гражданство.
В 2025 году российский политический активист-эмигрант Иван Яковина опубликовал свидетельства, согласно которым, настоящее имя Гора — Сергей Анатольевич Горячев, он родился в Саратове и активно пользовался российскими электронными адресами. Как сообщил экс-сотрудник газеты The Washington Post Брайан Кребс, Гор когда-то использовал уникальный и длинный пароль[что?] 961649507273 для своей электронной почты sergio.gor@gmail.com. Этот же пароль, по данным журналиста, использовался для семи почтовых ящиков в доменной зоне RU.
В возрасте 12 лет, в 1999 году, эмигрировал в США вместе со своей семьёй. Учился в средней школе в пригороде Лос-Анджелеса, а затем в Университете Джорджа Вашингтона в Вашингтоне, округ Колумбия.
По сведениям мальтийского издания Times of Malta, которое не отрицает хорошее владение Гором мальтийским языком и знание мальтийских реалий, он поступил в университет под фамилией Гороховский (Gorokhovsky), которую затем сократил до Гор.

## Карьера

### Начало
После окончания университета работал в Национальном комитете Республиканской партии и был сотрудником у представителей Рэнди Форбса, Мишель Бахман и Стива Кинга.
Работал помощником продюсера на Fox News, заместителем начальника штаба сенатора Рэнда Пола и проводил церемонию бракосочетания бывшего конгрессмена Мэтта Гетца.Был ответственным за сбор средств для предвыборной кампании Трампа в 2020 году и основал протрамповский комитет политических действий Right for America, который потратил около 72 миллионов долларов во время кампании 2024 года.

### Управление кадров президента
13 ноября 2024 года Semafor сообщил, что Трамп предложил Гору должность директора Управления кадров президента Белого дома во время его второго президентского срока . Гор вступил в должность 20 января 2025 года и ввёл тесты на лояльность, чтобы убедиться, что назначенные политические деятели поддерживают точку зрения Трампа и не делали пожертвований демократам. В конце февраля 2025 года Politico сообщило, что Гор был среди сотрудников Белого дома, разочарованных тем, что Илон Маск не консультируется с кадровым управлением относительно решений для Департамента эффективности государственного управления.
Гор сыграл значительную роль в отзыве кандидатуры Джареда Айзекмана на пост главы НАСА в июне 2025 года. Кандидатура Айзекмана, технологического миллиардера и соратника Илона Маска, 30 апреля 2025 года была одобрена Комитетом Сената по торговле, науке и транспорту 19 голосами против 9, и, как ожидалось, должна была получить сильную поддержку Сената. Однако Гор выступил против выдвижения, подчеркнув прошлые пожертвования Айзекмана демократам, что привело к тому, что Трамп отозвал выдвижение, сославшись на «предыдущие связи» после проверки. Это решение способствовало обострению отношений между Трампом и Маском, а влияние Гора было названо одним из факторов их публичной ссоры.
Гор часто появляется в Мар-а-Лаго и поддерживает тесные отношения с бывшим руководителем Marvel Entertainment Айзеком Перлмуттером, крупным спонсором и союзником Трампа.

## Личная жизнь
Гор — диджей-любитель из Палм-Бич, Флорида Помимо английского, бегло говорит по-мальтийски. Владеет русским.